# John Fox
John Fox (1952 - 14 de Agosto de 1990) foi um romancista e contista norte-americano. O seu romance mais famoso e influente foi The Boys on the Rock, descrevendo a primeira paixão amorosa e por um colega mais velho, que coincidiu com a sua saída do armário, de um nadador homossexual chamado Billy Connors.
Fox nasceu na zona de Pelham Bay do the Bronx (onde Billy vive, no romance) e estudou na Cardinal Hayes High School e no Lehman College. Morreu aos 38 anos, em 1990, por complicações decorrentes de SIDA na sua casa de Manhattan.